# Württembergisches Wachhaus (Schwäbisch Hall)
Das Württembergische Wachhaus (auch Alte Wache) ist ein denkmalgeschütztes Gebäude am Säumarkt in Schwäbisch Hall.

## Das Gebäude

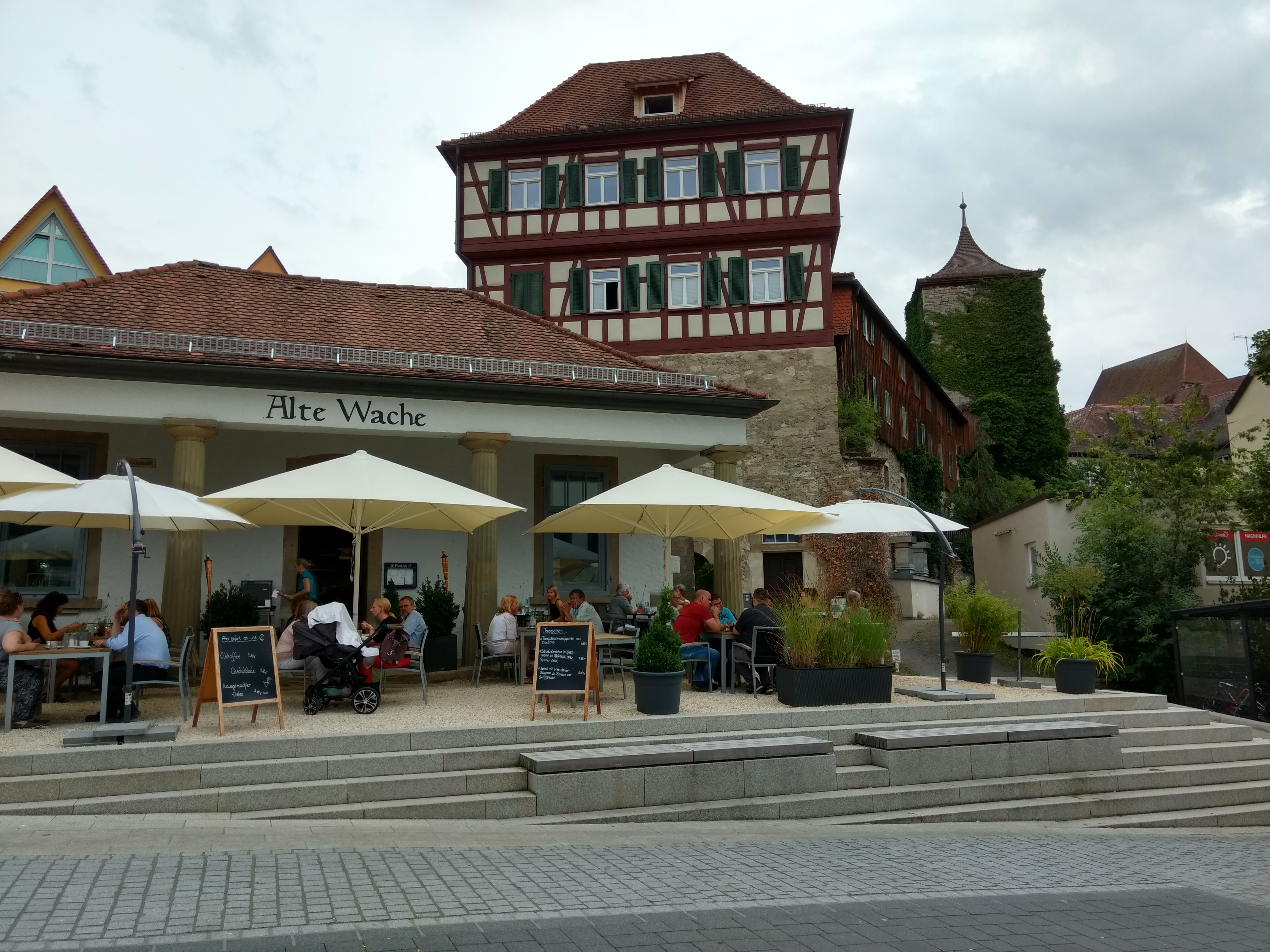
Alte Wache mit Außengastronomie

Der Bau mit der heutigen Adresse Am Säumarkt 12 wurde an der Stelle des im Jahr 1808 abgebrochenen Stätt-Tor und der Marienkapelle im Jahr 1811 durch das Königreich Württemberg als neuer Herrscher in Schwäbisch Hall im klassizistischen Stil errichtet.
Er verfügt über eine Vorhalle, die auf vier dorischen Säulen ruht. Auf dem Gebäude befindet sich ein Walmdach. Seit dem 8. Oktober 1925 ist es im Landesverzeichnis der Baudenkmale in Württemberg eingetragen.
Heute befindet sich in dem Gebäude ein Restaurant. Parkplätze vor dem Wachhaus wurden durch einen Außenbereich ersetzt. 